# Al-Kamil
Al-Kamil (Arabisch: الكامل), Malik al-Kamil, 'de volmaakte koning', (volledige naam: al-Malik al-Kamel Naser al-Din Abu al-Ma'ali Muhammed) (ca. 1177 – 6 maart 1238) was een Koerdische, soennitische heerser, de vierde Ajjoebid sultan van Egypte. Zijn vader Al-Adil I was de broer van Saladin en zoals Saladin was hij een man die directe confrontaties vermeed en door onderhandeling een oplossing zocht. Toen zijn vader stierf werd het Rijk onder zijn drie zonen Malik al-Kamil (Egypte), Malik al-Asraf (Noord-Mesopotamië) en Malik al-Muazzam (Syrië, Palestina) verdeeld.
Sultan Al-Kamil sloot met Frederik II van Hohenstaufen, de keizer van het Heilige Roomse Rijk het Verdrag van Akko, waardoor voor het eerst, met een kruistocht, op vreedzame wijze resultaat werd behaald.

## Vijfde Kruistocht 1217-1221
Na het verlies van Jeruzalem in 1187 onder Saladin, probeerden de pausen met een Derde Kruistocht en een Vierde Kruistocht de stad te heroveren; zonder resultaat. De Vijfde Kruistocht had een andere tactiek. Jan van Brienne haalde de kruisridders over om niet Jeruzalem, maar het hele rijk van de Ajjoebiden, die op dat moment Jeruzalem in hun bezit hadden, te veroveren. Hiertoe waren de kruisridders een verbond aangegaan met Izzeddin Keykavus I, de sultan van Rûm. Deze zou het Ajjoebiden-rijk in het noorden aanvallen zodat ze op twee fronten strijd moesten voeren. De bewoners van Jeruzalem hadden, nadat ze gehoord hadden dat de kruisvaarders in aantocht waren, snel de muren van hun stad gesloopt zodat de stad op een later tijdstip gemakkelijker op de kruisvaarders zou kunnen worden heroverd. De vloot van kruisvaarders was zich niet bewust van de makkelijke prooi die Jeruzalem op dat moment was en voer door naar Egypte. Besloten was namelijk om de Noord-Egyptische stad Damietta te veroveren, zodat daarna de rest van het door de Ajjoebiden geregeerde rijk kon worden ingenomen. 
De toegang tot de stad via de Nijl was afgesloten met een grote zware ketting. Op 25 augustus 1218 wisten de Friezen deze ketting door te zagen en zo de stad binnen te dringen. Bij het horen van dit nieuws stierf Al-Adil I en zo kwam Al-Kamil aan de macht. 
Nu de ketting was gebroken liet de sultan snel een paar van zijn schepen zinken zodat de stad niet via de haven kon worden aangevallen en deed de kruisvaarders een aanbod. In ruil voor een vertrek uit Egypte bood hij hun het Koninkrijk Jeruzalem aan minus twee strategische kastelen. Jan van Brienne, de koning van Jeruzalem, zag dit wel zitten, maar Pelagius, de pauselijke afgezant, die zich bewust was van de kwetsbaarheid van Jeruzalem, hield het uit naam van de paus tegen. Na het debacle van de Vierde Kruistocht had de paus namelijk besloten dat een kruistocht weliswaar door ridders moest worden uitgevoerd, maar door de Kerk moest worden geleid. Al-Kamil bood nog aan om 30.000 goudstukken voor de kastelen te betalen, maar de partijen kwamen niet verder tot elkaar. In 1219 viel de stad.  De Egyptische sultan al-Kamil stelde daarop opnieuw voor om Damietta te ruilen voor Jeruzalem. Dit keer inclusief de strategische kastelen, het kruis waaraan Jezus gestorven was, een geldbedrag om de muren van Jeruzalem te herstellen en een bestand van 30 jaar. De meeste kruisridders waren ingenomen met dit sterk verbeterde voorstel, maar de pauselijke afgezant Pelagius weigerde. Niet door onderhandelingen maar door strijd moest Jeruzalem worden ingenomen. Toen Willem I van Holland dit hoorde ontstak hij in woede en stuurde zijn vloot terug naar huis.
Pelagius wist dat wanneer keizer Frederik II met zijn leger in Egypte zou arriveren, het rijk van de Ajjoebiden waarschijnlijk zou vallen. 1220, Jan van Brienne was inmiddels teruggekeerd naar Akko. In het voorjaar van 1221 was Frederik nog steeds niet gereed, hij had waarschijnlijk weinig zin om zich te onderwerpen aan Pelagius. Op 9 juli vertrok een deel van het leger vanuit Damietta naar Caïro. Pelagius was van diverse kanten gewaarschuwd over de grillen van de Nijl en het dus onverstandig was om aan te vallen. De kardinaal was er echter van overtuigd dat ze met de hulp van God zouden overwinnen en negeerde alle waarschuwingen. Eind juli zette de sultan de sluizen open en het leger van de kruisridders bevond zich plotseling op een eiland. Pelagius liet zijn leger in de steek door te vluchten in een boot. Het achtergebleven leger moest het pas veroverde Damietta opgeven in ruil voor een vrije aftocht. Ontgoocheld keerden de ridders terug naar huis.

## Zesde Kruistocht1228-1229
Al-Kamil was in een machtsstrijd geraakt met zijn broers, de sultans Al-Asraf en Al-Muazzam. Met Al-Asraf had hij zich verbonden tegen Al-Muazzam, de sultan van Damascus (Syrië), die Jeruzalem in handen had. Om voor de zekerheid te voorkomen dat een van hen met Frederik banden zou aanknopen, begon Al-Kamil zelf diplomatieke betrekkingen met de 'Frankische' keizer. De keizer stond bekend als een machtig en rechtvaardig vorst, met kennis van de Arabische cultuur, die zijn moslim onderdanen rechtvaardig behandelde. In ruil voor hulp was Al-Kamil bereid Jeruzalem op te geven. 
Frederik was door zijn huwelijk met Yolande van Brienne (1225) al gerechtigd de titel 'Koning van Jeruzalem' te voeren. Hij ging dan ook graag op de toenaderingspoging uit Caïro in. In de herfst van 1226 kwam de hooggeplaatste Arabische vorst, emir Fahd ad-din, naar Foggia. Frederik kon met hem in het Arabisch over logica, filosofie, poëzie, wiskunde, medicijnen, staatskunde, paarden en de valkenjacht spreken. Nadat Al-Kamil hierover was geïnformeerd, wisselde ook hij met de keizer geometrische en algebraïsche vraagstukken uit. Al-Kamil zag Frederik als zijn gelijke, een 'liefhebber van de filosofie, de logica en de medicinale wetenschap' en waardeerde zijn kennis, tolerantie en gevoel voor de oriëntaalse mentaliteit. Frederik spiegelde zich graag aan een 'autocratisch heerser oosterse stijl' en dacht er niet over om in de 'kalief, de grootvizier van het christendom' (de paus) zijn meerdere te erkennen.
Na te zijn geëxcommuniceerd vertrok Frederik II op  kruistocht. Door zijn band met Sicilië was hij gefascineerd door de islamitische cultuur (zie Arabisch-Normandische kunststijl) en had hij geen zin in een directe oorlog. Zijn vertrek moest echter worden uitgesteld en Al-Kamil had hem eigenlijk ook niet meer nodig, omdat zijn broer Al-Muazzam was overleden en hij nu Syrië en Palestina, met inbegrip van Jeruzalem, in handen had. Maar hij kon niet onder zijn beloften aan Frederik uit.  
Op 7 september 1228 kwam Frederik aan in Akko. De onderhandelingen tussen de keizer en Al-Kamil zijn legendarisch. Al-Kamil zetelde in Nabloes en rekte de besprekingen. Frederik rukte op naar Jaffa en Al-Kamil bood een genereuze wapenstilstand aan, het Verdrag van Jaffa. Al-Kamil gaf meer dan hij er voor terugkreeg.
Het compromis hield in dat de christenen Jeruzalem, Bethlehem en Nazareth onder hun hoede kregen en dat de christenen vrije doortocht hadden naar hun heilige bedevaartplaatsen als de Rotskoepel op de Tempelberg (Haram al-Shariff, 'het Edele Heiligdom'), wat in mohammedaanse handen zou blijven. Gevangen werden uitgewisseld en het verdrag was tien jaar, tien maanden, tien weken en tien dagen geldig (langer was een verdrag met niet-moslims niet mogelijk). Beide vorsten en de pelgrims waren tevreden, maar de ridderorden waren niet bij het overleg betrokken geweest, betreurden dat er geen geweld nodig was geweest en dat ze zich tien jaar moesten inhouden. De christelijke wereld bekeek de vriendschap tussen de keizer en de sultan met 'ontsteltenis, onbegrip en afkeer'. Voor de Kerk was het onaanvaardbaar dat dit resultaat door een 'geëxcommuniceerde' was behaald en de banvloek werd er niet door opgeheven. Zijn vreedzame omgang met Arabieren zag men als 'ultiem verraad van het christendom', terwijl het verdrag de Zesde Kruistocht tot de enige vreedzame en meest succesvolle kruistocht uit de geschiedenis maakte. De Zesde Kruistocht is 'de minst bekende en minst gewaardeerde van allemaal'. Frederik keerde, na zijn intocht in Jeruzalem, 1 mei 1229 weer huiswaarts.

## Laatste jaren
Intussen was zijn broer Al-Mu'azzam, emir van Syrië en Palestina, in 1228 gestorven en hadden het Sultanaat van Rûm en de Khwarazmiden, beiden Turken, een verbond gesloten. De laatste tien jaar was Al-Kamil in de weer om het noorden van zijn rijk veilig te stellen. In 1238 werd hij uitgeroepen tot emir van Damascus.